# Arrondissement di Florac
L'arrondissement di Florac è un arrondissement dipartimentale della Francia situato nel dipartimento della Lozère, nella regione dell'Occitania.

## Storia
Fu creato nel 1800, sulla base dei preesistenti distretti.

## Composizione
L'arrondissement è composto da 50 comuni raggruppati in 7 cantoni:
- cantone di Barre-des-Cévennes
- cantone di Florac
- cantone di Le Massegros
- cantone di Meyrueis
- cantone di Le Pont-de-Montvert
- cantone di Saint-Germain-de-Calberte
- cantone di Sainte-Enimie